# ستيف لافي (صحفي)
ستيف لافي (بالإنجليزية: Steve Levy)‏ هو صحفي أمريكي، ولد في 12 مارس 1965 في نيويورك في الولايات المتحدة.

## وصلات خارجية
- ستيف لافي على موقع IMDb (الإنجليزية)
- ستيف لافي على موقع قاعدة بيانات الفيلم (الإنجليزية)